# Антуан Блонден
Антуа́н Блонде́н (фр. Antoine Blondin; 11 квітня 1922, Париж — 7 червня 1991, там само) — французький письменник, літературний критик та спортивний журналіст. Близький до літературної групи Гусари (Les Hussards), яка в 1950—1960 роках протистояла екзистенціалістам. Іноді писав під псевдонімом Теноріо. Похований на цвинтарі Пер-Лашез.

## Біографія
Народився 11 квітня 1921 року в Парижі. Мати Антуана Блондена — поетеса Жермени Блонден, батько — типографський коректор. Відмінно навчався в школі, здобув багато шкільних нагород. Навчався в Ліцеї Людовика Великого в Парижі та в ліцеї Корнеля в Руані. В Сорбонні одержав диплом бакалавра з літератури (Licence ès lettres).
Під час німецької окупації був висланий до Німеччини на примусові роботи. Свої воєнні враження описав у першому романі «Прогуляна Європа» («L'Europe buissonnière»), опублікованому 1949 року. Роман був відзначений Премією двох Маґо. Літературний дебют Блондена привернув до нього увагу письменників Марселя Еме та Роже Нім'є, які згодом стали його друзями. Наступні романи Блондена «Діти божі» (Les Enfants du bon Dieu) та «Настрій волоцюги» (L'Humeur vagabonde) засвідчили його літературний талант та особливий стиль, який критики іноді порівнювали зі Стендалем та Жулем Ренаром.
Водночас Блонден активно займався журналістикою, публікуючись у правій та часом навіть в праворадикальній пресі. Найчастіше він виступав як мистецький та літературний критик.
Був пов'язаний з літературним угрупованням «Гусари», до якого також входили Роже Нім'є, Мішель Деон, Жак Лоран..
Як спортивний журналіст Блонден співпрацював з газетою «Екіп» (L'Équipe). Для цього видання він писав репортажі про 27 перегонів Tour de France та 7 Олімпійських ігор.
Блонден нерідко захоплювався вживанням алкоголю, про що в стилістиці, близькій до творів Селіна, згадує в романі «Мавпа серед зими» (Un singe en hiver).
Більшу частину життя провів у селі Лінар (департамент Верхня В'єнна).
Похований на цвинтарі Пер-Лашез (74 ділянка).

## Твори

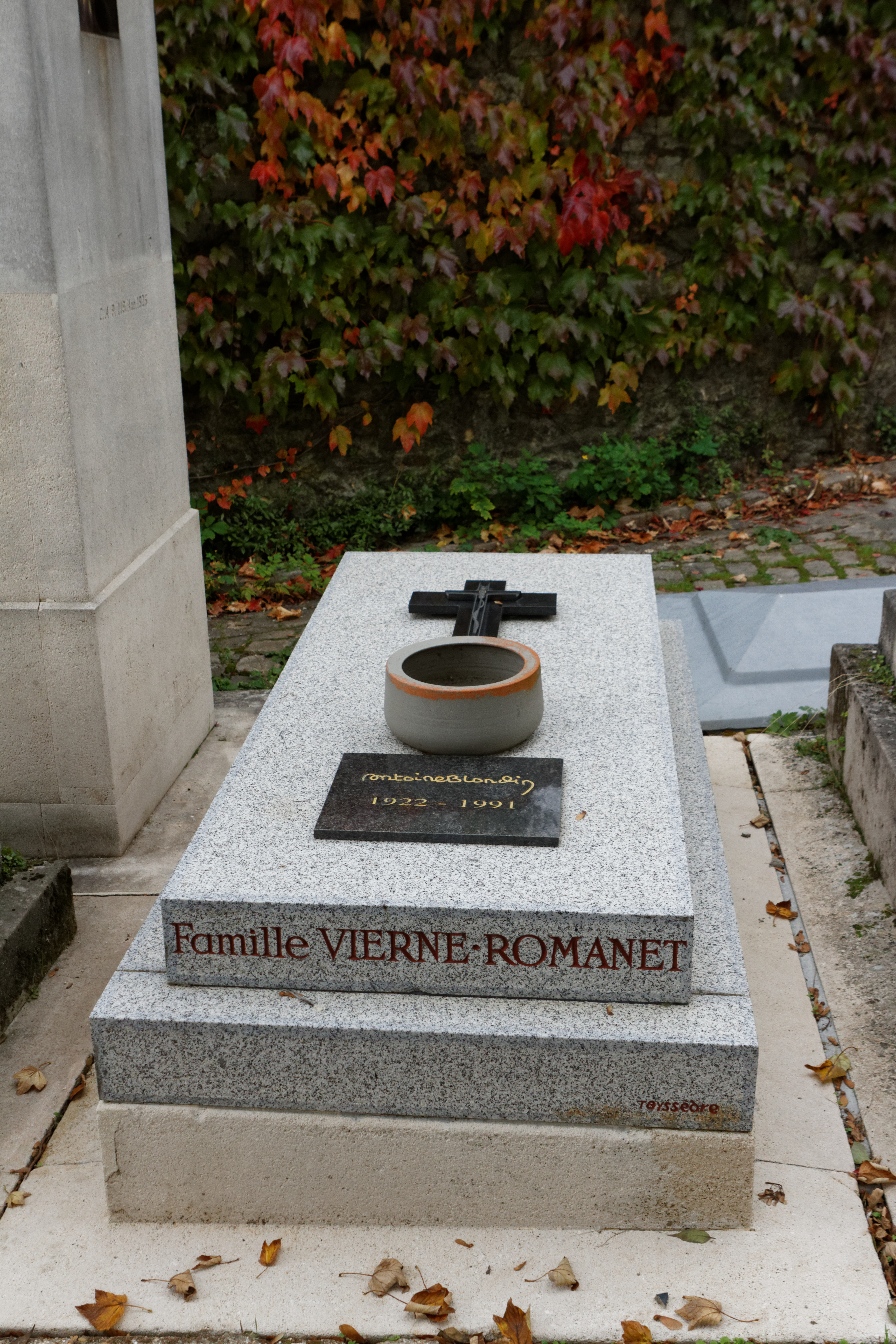
Могила Антуана Блондена на цвинтарі Пер-Лашез

- 1949 : L'Europe buissonnière, Paris, J. Froissart; réédition, Paris, La Table ronde, 1953.
- 1952 : Les Enfants du bon Dieu, Paris, la Table ronde; réédition, Paris, Gallimard, 1973, coll. «Folio», (ISBN 2-07-036474-7).
- 1955 : L'Humeur vagabonde, Paris, La Table ronde; réédition, Paris, Gallimard, 1975, coll. "Folio, (ISBN 2-07-037111-5).
- 1959 : Un singe en hiver, Paris, La Table ronde, 1959, (Prix Interallié; réédition, 1991, (ISBN 2-7103-0502-X).
- 1960 : Un garçon d'honneur, Paris, La Table Ronde (avec Paul Guimard).
- 1970 : Monsieur Jadis ou l'École du soir, Paris, La Table ronde; réédition Paris, Gallimard, 1972, coll. «Folio», (ISBN 2-07-036029-6).
- 1975 : Quat'saisons, Paris, La Table ronde, (Prix Goncourt de la nouvelle) Nouvelles.
- 1977 : Certificats d'études, Paris, La Table ronde; réédition 1993. (ISBN 2-7103-0556-9) Essais sur Baudelaire, Balzac, Cocteau, Dickens, Dumas, Fitzgerald, Goethe, Homère, Musset, O. Henry, Perret, Rimbaud.
- 1979 : Sur le Tour de France, Paris, Mazarine, (ISBN 2-86374-011-3).
- 1979 : Le Cœur net, Etam (tirage unique à 100 ex.).
- 1982 : Ma vie entre des lignes, Paris, La Table ronde, (ISBN 2-7103-0111-3); réédition, Paris, Gallimard, coll. «Folio», 1984. (ISBN 2-07-037578-1) Recueil de textes extraits de diverses revues et publications.
- 1984 : Le Tour de France en quatre et vingt jours, Paris, Denoël, (ISBN 2-207-23026-0) Illustrations de Roger Blachon.
- 1987 : Paris 360 °, Grenoble, Glénat, (ISBN 2-7234-0735-7) Photographies d'Attilio Boccazzi-Varotto.
- 1988 : L'Ironie du sport: chroniques de L'Équipe : 1954—1982, Paris, F. Bourin, (ISBN 2-87686-008-2).
- 1988 : Le Flâneur de la rive gauche, Paris, F. Bourin, (ISBN 2-87686-022-8); réédition Paris, La Table ronde, 2004. (ISBN 2-7103-2693-0) Entretiens avec Pierre Assouline.
- 1988 : Alcools de nuit, Paris, M. Lafon, (ISBN 2-86804-596-0) Publié en compagnie de Roger Bastide et de Jean Cormier.
- 1990 : Devoirs de vacances: Baudelaire, Cocteau, Musset, Rimbaud et… Ulysse, Bruxelles-Paris, Complexe, coll. «Le Regard littéraire», (ISBN 2-87027-339-8).

### Посмертні публікації
- 1991 : Œuvres, R. Laffont, coll. " Bouquins " (ISBN 2-221-06981-1) Réunit L'Europe buissonnière, Les Enfants du bon Dieu, L'Humeur vagabonde, Un singe en hiver, Monsieur Jadis ou L'École du soir, Quat'saisons, Certificats d'études, Ma vie entre des lignes et L'Ironie du sport.
- 1991 : O.K. Voltaire, Quai Voltaire, Paris. (ISBN 2-87653-105-4)
- 1993 : Mon journal, la Table ronde, Paris. (ISBN 2-7103-0557-7) Fac-simile de son journal manuscrit, entrepris en septembre 1936 à la veille de la rentrée des classes.
- 1993 : Un malin plaisir, la Table ronde, Paris. (ISBN 2-7103-0558-5) Chroniques et points de vue écrits entre 1963 et les années 1970.
- 1999 : La Semaine buissonnière, la Table ronde, Paris. (ISBN 2-7103-0860-6) " La Semaine buissonnière " était le titre de sa chronique dans L'Équipe. Sur 90 articles présentés, 71 étaient inédits. Édition établie et présentée par Aurore Durry.
- 2001 : Tours de France: chroniques intégrales de L'Équipe, 1954—1982, la Table ronde, Paris. (ISBN 2-7103-2423-7) Édition établie et présentée par Stéphanie Rysman.
- 2004 : Premières et dernières nouvelles, la Table ronde, Paris. (ISBN 2-7103-2683-3) Édition établie et présentée par Alain Cresciucci.
- 2006 : Mes petits papiers, la Table ronde, Paris. (ISBN 2-7103-2858-5) Articles et préfaces, édités par Alain Cresciucci.
- 2011 : L'Humeur vagabonde, suivi de Un singe en hiver, La Table Ronde, Paris.